# Intesa restrittiva della concorrenza
Per intesa restrittiva della libertà di concorrenza si intendono, secondo la legge italiana, gli accordi e/o le pratiche concordanti tra imprenditori nonché le deliberazioni che hanno per oggetto e per effetto quello di falsare e restringere la concorrenza tra imprese.
Il concetto è espresso all'art. 2 della legge 10 ottobre 1990, n. 287.

## Definizione di intesa
Perché venga ad esservi un'intesa è sufficiente vi sia un unico incontro, tra le imprese coinvolte, in cui vi sia stata presa la decisione di adottare un comportamento lesivo della concorrenza.

## Vigilanza
In Italia, l'organo deputato alla vigilanza affinché non avvengano tali tipi di intese è l'Autorità garante della concorrenza e del mercato.

## Concorrenza e pubblica amministrazione
La giurisprudenza italiana si è posta il problema se tale pratica, possa essere posta in essere da una pubblica amministrazione nel corso di aggiudicazione di appalto. La tesi prevalente è la non sussistenza di tali obblighi in quanto, qualsiasi pubblica amministrazione, durante la procedura d'appalto, rispetta criteri fissati da una norma di pari grado.

## Intese sanzionate nell'ordinamento italiano
Nell'ordinamento italiano, a titolo esemplificativo, sono state oggetto di sanzione gli accordi presi da esercenti cinematografici volti ad ottenere un medesimo prezzo per l'ingresso nelle sale medesime.
L'Agcm ha chiesto di liberalizzare il servizio di soccorso stradale in autostrada, gestito dal 1964 dall'ACI, ipotizzando abuso di posizione dominante e intesa restrittiva